# Edwin Jackson (basket-ball)
Pour les articles homonymes, voir Edwin Jackson et Jackson.
Edwin Jackson, né le 18 septembre 1989 à Pau est un joueur français de basket-ball. Il évolue au poste d'arrière et mesure 1,90 m.

## Biographie

### Carrière professionnelle
Edwin Jackson est formé au Centre fédéral de basket-ball. Lors de la saison 2006-2007 avec celui-ci, il est le meilleur marqueur de la Nationale 1 française à l'âge de 17 ans avec 21,7 points par match. Le 24 février 2007, il marque même 45 points (17 sur 25 au tir) contre l'équipe de Charleville-Mézières.
Au terme de sa formation à l'INSEP, il décide de rejoindre, à partir de la saison 2007-2008, l'ASVEL en Pro A où il signe son premier contrat professionnel. Ses statistiques pour cette première saison sont de 2,4 points, 0,6 rebond, 0,6 passe en 9 minutes et 25 rencontres. Il fait alors l'objet d'un prêt pour le club de Pro B de la JSF Nanterre où il dispute 31 rencontres, 25 en tant que titulaire, avec des statistiques de 13 points, 2,6 rebonds, 1,9 passe en 30 minutes.
Durant la préparation de la saison avec son nouveau club du SPO Rouen, il est perturbé par une entorse à la cheville gauche. En décembre, il fait partie de la sélection française qui dispute le All Star-Game de la Ligue nationale de basket-ball. Après s'être dans un premier temps inscrit à la Draft de la NBA, il décide, après des essais dans le New Jersey, de retirer son nom de celle-ci.
Il fait son retour au sein de l'ASVEL. Son apport lors de cette nouvelle saison, 3,5 points, 0,5 rebond et 0,4 passe en 10 minutes, ne correspond pas aux attentes de son club. Toutefois, Tony Parker le conserve au sein de l'effectif, lui assurant que l'arrivée de Pierre Vincent va lui permettre de franchir un cap. Sa première saison sous la direction de ce nouvel entraîneur le voit progresser, inscrivant 11,3 points, captant 2,5 rebonds, délivrant 2,4 passes en 28 minutes. Il dispute 30 rencontres dont 25 dans le cinq majeur.
Il réalise une très bonne saison régulière 2012-2013 de Pro A, durant laquelle il marque en moyenne 16,4 points, prend 3,3 rebonds et fait 2,8 passes décisives (en 29,6 minutes de jeu) pour une évaluation de 14,8. Il est élu MVP français du championnat (devant Alexis Ajinça et Ludovic Vaty) et meilleure progression de Pro A (devant Souleymane Diabate et Jérémy Leloup).
En octobre 2013, il établit son record de points en Pro A avec 34 points marqués lors d'une défaite face à Orléans. Le 5 mai 2014, lors du dernier match de la saison régulière 2013-2014, il bat à nouveau son record de points avec 44 unités et signe la meilleure évaluation de cette journée. Il termine aussi deuxième du classement désignant le MVP français de la saison, titre attribué à Antoine Diot grâce à 256 points contre 212 à Jackson,. Ses 44 points lors de la dernière journée lui permettent également de se retrouver à la première place des marqueurs de Pro A, performance qui n'avait plus été réalisée par un Français depuis 1975 avec Jacques Cachemire
,. Villeurbanne, septième de la saison régulière, est éliminé au premier tour des playoffs par Limoges, deux manches à zéro. En EuroCoupe, compétition où son club est sorti au premier tour en raison d'une cinquième place dans un groupe de six équipes, il présente une moyenne de 14,4 points par rencontres.
À l'été 2014 il intègre l'effectif des Celtics de Boston pour la Summer League qui se déroule à Orlando du 5 au 11 juillet. En 4 matches il tourne à une moyenne de 6,8 points, 1,2 rebond et 1 passe décisives pour un temps de jeu de 12,1 minutes. Non retenu par les Celtics, il revient à l'ASVEL.
Jackson réalise une très bonne première partie de saison 2014-2015 puisqu'en décembre 2014, il est le meilleur marqueur de la première division avec 18,4 points par rencontre. L'ASVEL peine toutefois en championnat et est éliminé de l'EuroCoupe. En décembre, Jackson quitte l'ASVEL et rejoint le FC Barcelone jusqu'à la fin de la saison.
Le 14 mai 2015, il s'engage avec Málaga pour la saison 2015-2016,,.
En août 2016, Jackson signe un contrat d'un an avec l'Estudiantes Madrid. Il termine la saison 2016-2017 meilleur marqueur de la ligue espagnole avec 21,4 points, et est élu dans le meilleur 5 de la Liga ACB. Il est le seul Français à avoir réalisé cet exploit.
En juin 2017, il signe en Chine aux Guangdong Southern Tigers pour un contrat d'environ 1,2 million d'euros. Son contrat avec l'équipe est rompu au début de l'année 2018 pour manque de résultats : avec 16 points de moyenne, il est le 47e meilleur marqueur du championnat chinois,. Quelques jours plus tard, il retourne au FC Barcelone.
En juin 2018, il s'engage avec le KK Budućnost Podgorica au Monténégro. Le club, vainqueur de la Ligue adriatique, participe alors à l'Euroligue. Après une saison au Monténégro, il retrouve la France et l'ASVEL en signant en juin 2019 un contrat de quatre ans (à partir de la saison 2019-2020). En manque de temps de jeu, il est finalement prêté à l'Estudiantes Madrid en février 2020. Il est remplacé à l'ASVEL par l'arrière américain Davion Berry.
En août 2022, Jackson revient à Nanterre 92, en première division française. Il vient palier l'absence sur blessure de Bastien Pinault.
Après sa pige terminé à Nanterre, il part au Club Bàsquet Menorca (es), en troisième division espagnole (LEB Plata) et aide le club à obtenir la montée en deuxième division espagnole.
Le 4 août 2023, il revient à l'ASVEL Lyon-Villeurbanne. Jackson reste à l'ASVEL pour la saison 2024-2025.

### Sélection nationale
Il évolue avec les sélections de jeune de l'équipe de France : avec l'équipe de France cadet, il décroche la médaille d'argent au Championnat d'Europe des 16 ans et moins en 2005, puis, l'été suivant, en 2006, il fait partie de l'équipe de France junior qui remporte le Championnat d'Europe des moins de 18 ans. En 2007, il remporte la médaille de bronze avec l'équipe de France juniors (moins de 19 ans) lors du mondial organisé en Serbie.
En 2009, il intègre pour la première fois l'équipe de France de basket-ball à la suite de la blessure de Mamoutou Diarra. Vincent Collet, le sélectionneur, le convoque pour les qualifications à l'Euro de basket-ball 2009 car il apprécie ses capacités au tir qu'il a pu découvrir lorsqu'il était l'entraîneur d'Edwin Jackson à l'ASVEL.[réf. nécessaire].
Présent dans une première liste de 31 joueurs, il prépare le championnat du monde 2010. Il entre pour la première fois en jeu le 12 août 2010 face au Canada. Il profite des nombreux forfaits sur les postes arrière, notamment de son ancien équipier de l'INSEP Antoine Diot ou de Rodrigue Beaubois pour disputer la compétition. Il dispute six rencontres pour des statistiques de 0,8 points, 0,2 passe et 0,2 rebond en 4 minutes.
Ses bonnes performances lors de la saison 2012-2013 lui permettent d'être sélectionné par Vincent Collet dans la pré-liste de l'équipe de France pour l'Euro 2013. Il n'est toutefois pas retenu dans la liste finale qui remporte le championnat d'Europe.
Le 16 mai 2014, il fait partie de la liste des vingt-quatre joueurs pré-sélectionnés pour la participation à la Coupe du monde 2014 en Espagne.
Après l'annonce, le 25 juin 2015, des 16 joueurs retenus pour la préparation à l'Euro 2015 devant se disputer en France, Edwin Jackson annonce dans la foulée prendre sa retraite internationale, à seulement 25 ans et deux campagnes avec les Bleus (Mondiaux 2010 et 2014).
Il revient sur sa décision d'arrêter sa carrière internationale en 2016 et est sélectionné pour la préparation au Tournoi qualificatif pour les Jeux olympiques qui se déroule en juillet 2016 pour pallier l'absence de Nicolas Batum. 
Il fait partie des 18 joueurs pré-sélectionnés pour le championnat d'Europe qui se déroule du 29 août au 17 septembre 2017.

## Autres activités
Depuis 2012, il est également consultant pour la chaîne BeIN Sport pour laquelle il commente des matches NBA.

## Clubs
- 2007-2008 :  ASVEL Lyon-Villeurbanne (Pro A)
- 2008-2009 :  JSF Nanterre  (Pro B, prêt)
- 2009-2010 :  SPO Rouen Basket (Pro A, prêt)
- 2010-2014 :  ASVEL Lyon-Villeurbanne (Pro A)
- 2014-2015 :  FC Barcelone (Liga ACB)
- 2015-2016 :  Unicaja Málaga (Liga ACB)
- 2016-2017 :  Estudiantes Madrid (Liga ACB)
- 2017 :  Guangdong Southern Tigers (CBA)
- 2018 :  FC Barcelone (Liga ACB)
- 2018-2019 :  KK Budućnost Podgorica (Ligue adriatique)
- 2019-2020 :  ASVEL Lyon-Villeurbanne (Jeep Élite)
- févr. 2020-2022 :  Estudiantes Madrid (Liga ACB)
- 2022 :  Nanterre 92
- 2023 :  Club Bàsquet Menorca (es) (3e division espagnole (en))
- depuis 2023 :  ASVEL Lyon-Villeurbanne (Betclic Élite)

## Palmarès

### Palmarès en clubs
- Vainqueur de la coupe de France  en 2008

### Sélection nationale
- Coupe du monde de basket-ball masculin
  -  Médaille de bronze à la coupe du monde 2014 en Espagne.
- Championnat du monde junior de basket-ball masculin
  -  Médaille de bronze au championnat du monde des 19 ans et moins en 2007 à Novi Sad en Serbie
- Championnat d'Europe masculin de basket-ball
  -  Médaille d'or au championnat d'Europe des 18 ans et moins en 2006, à Amaliada en Grèce
  -  Médaille d'argent au championnat d'Europe des 16 ans et moins en 2005, à León en Espagne

Edwin Jackson obtient des récompenses dans d'autres compétitions internationales :
- Médaille d'or au Tournoi de Mannheim en Allemagne des 18 ans et moins en 2006
- Participation au Tournoi de Douai des 18 ans et moins en 2006 et 2007

### Distinctions personnelles
- Meilleur marqueur de la Nationale 1 française en 2007 (21,7 points par match).
- MVP français de Pro A 2012-2013
- Meilleure progression de Pro A 2012-2013
- Participation au All-Star Game LNB : 2009, 2012, 2013
- Meilleur marqueur de Pro A en 2014 (18,2 points par match)[10]

## Vie privée
Edwin est le fils de Skeeter Jackson, ancien joueur de basket-ball américain naturalisé français qui a porté le maillot de l'équipe de France à la fin des années 1980.